# KH Lloreda
KH Lloreda es una empresa española dedicada a la fabricación y comercialización de productos de limpieza para el hogar y el sector industrial ubicada en Canovellas, provincia de Barcelona.

## Historia
La historia de la empresa empieza el año 1949 como empresa de recubrimientos metálicos de la mano de Jaume Lloreda, padre del actual presidente de la compañía. La necesidad de limpiar los materiales que recubrían para sus clientes los llevó a fabricar su propio limpiador -ante la inexistencia de soluciones al mercado-, que resultó todo un éxito. En 1994 Josep Maria Lloreda se hizo cargo de la empresa y emprendió un cambio estratégico de la actividad: a partir de aquel momento se focalizaría en la fabricación y comercialización de los mencionados productos de limpieza para el hogar y el sector industrial. En 2009 facturó 33,5 millones de euros.
Desde 2014 KH-7 es el producto de referencia en su sector y la quinta marca mejor valorada en España según el Observatorio de las Marcas de gran consumo de ESADE. La empresa también fabrica otros productos como KH-7 Quitagrasas, KH-7 Sin Manchas y KH-7 Zas!.
En 2017 inició la construcción de una nueva planta (cuyo presupuesto era de 2,03 millones de euros), que fue inaugurada al año siguiente, años de nuevos lanzamientos como el KH-7 Quitagrasas Desinfectante y el KH-7 Quitagrasas Eco.
A raíz de la pandemia de COVID-19, la empresa puso en manos del Ministerio de Sanidad su reserva de etanol, compuesto clave para la elaboración de soluciones hidroalcohólicas. Esto dijo su presidente (J.M. Lloreda): "Estamos en un momento muy delicado y todos debemos ser responsables y contribuir con todo lo que podamos. En nuestro caso, hemos cedido nuestro bus de eventos al Hospital de Granollers para la recogida de material de protección y facilitar así la recogida de estas donaciones garantizando la protección de los colaboradores. También hemos ofrecido al Ministerio de Sanidad nuestras reservas de etanol para producir soluciones hidroalcohólicas. No puedo más que agradecer a todo nuestro equipo su involucración y compromiso en esta situación tan excepcional, y en especial a nuestro equipo de servicios mínimos".